# Giovanni Battista Bagnasco (calciatore)
Giovanni Battista Mario Alberto Bagnasco (Genova, 6 marzo 1896 – Genova, 16 marzo 1942) è stato un calciatore italiano, di ruolo attaccante.

## Caratteristiche tecniche
Giocava come mezzala o centravanti; era un elemento dotato di un buon tiro, che gli consentiva alte medie realizzative.

## Carriera
Fratello minore di Umberto Bagnasco, e per questo citato come Bagnasco II nelle cronache del tempo, esordisce nella Liguria nel campionato di Prima Categoria 1913-1914. L'anno successivo passa all'Andrea Doria, dove resta fino al 1920 con l'interruzione dovuta alla Prima Guerra Mondiale; nel campionato di Prima Categoria 1919-1920 si segnala come eccellente realizzatore, mettendo a segno 21 reti in 19 presenze.
Nel 1920 scende in Promozione, alla Novese, che conduce alla promozione nella massima serie realizzando 15 reti. Confermato per il campionato successivo, si laurea Campione d'Italia con la formazione piemontese, contribuendo al successo finale con 4 reti in 10 partite nonostante alcuni problemi fisici all'inizio della stagione e la sua assenza nelle partite di finale contro la Sampierdarenese. A partire dalla stagione 1922-1923 torna all'Andrea Doria, con cui disputa complessivamente 58 partite in massima serie segnando 18 gol fino alla stagione 1925-1926.

## Palmarès
- Promozione: 1

Novese: 1920-1921
- Campionato italiano: 1

Novese: 1921-1922